# Guédille
La guédille au homard (switché dans la Beauce, lobster roll en anglais) est un casse-croûte nord-américain à base de homard et de pain à hot-dog.

## Composition
La guédille se compose d’un pain à hot-dog (généralement non grillé), rempli d’une salade liée par de la sauce mayonnaise. La salade peut être aux œufs, au poulet, au chou, etc. Les salades de homard, de crabe ou de crevettes font partie des menus des casse-croûtes de la Gaspésie et de la Côte-Nord.

## Histoire
Si le pain à hot-dog a été inventé en 1912, l'idée de remplacer la saucisse par de la salade est donc venue après. Il semble que ce soit aux États-Unis, dans l'État du Connecticut que le lobster roll (guédille au homard) a été inventé. Plus précisément, ce plat a été créé en 1934, à Milford, dans un shack (baraque) à fruits de mer, appelée Perry’s.

## Variantes locales

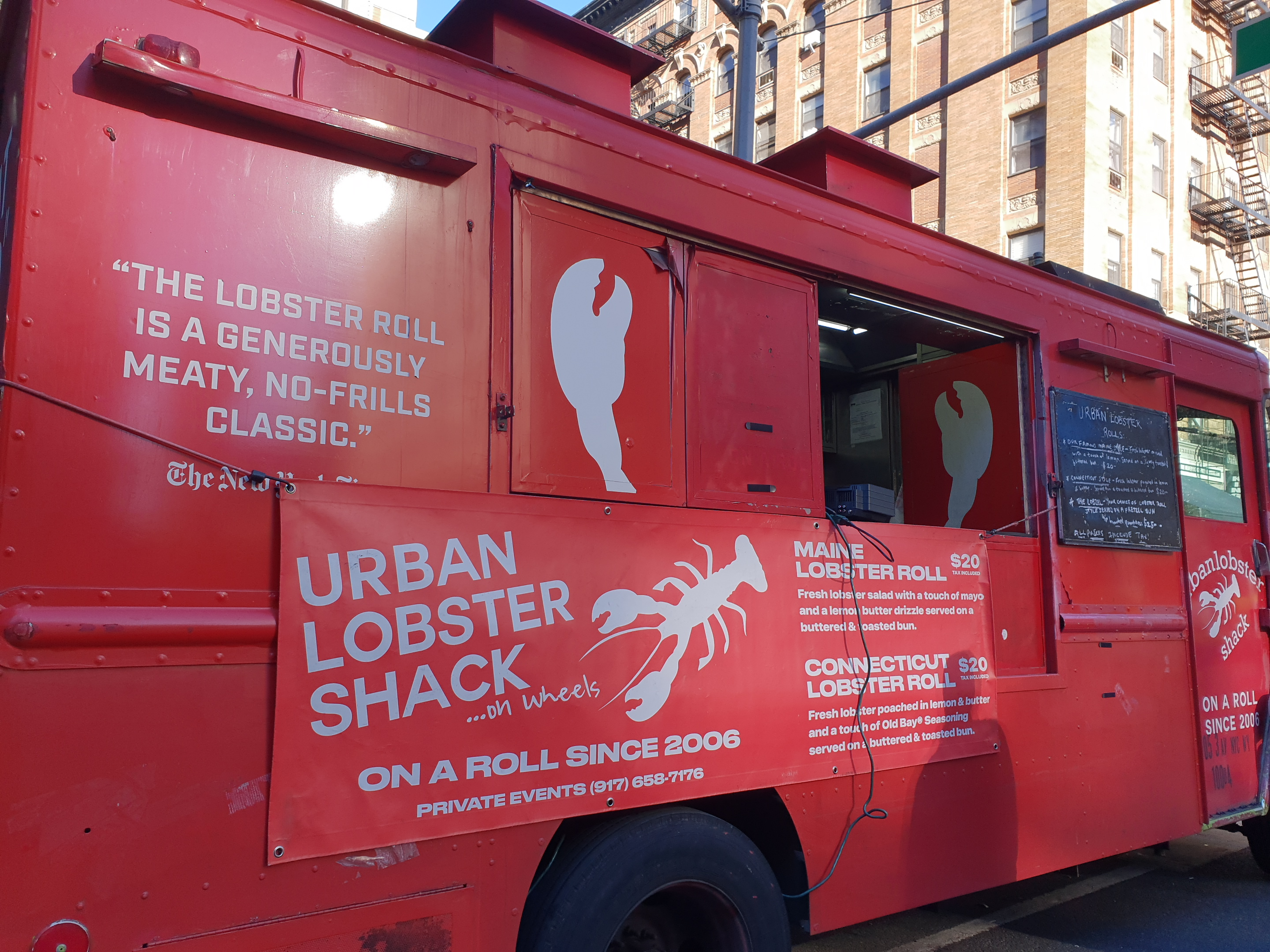
Un vendeur de lobster roll sur un marché de Manhattan à New York.

Au centre du Québec (au nord de Drummondville), à Baie-du-Febvre et Saint-Célestin, plus particulièrement sur le rang du Pays-Brûlé, et dans la région de Sorel, guédille se prononce « goudille » ; le pain y est grillé comme un hot-dog et est rempli un peu comme un club sandwich (poulet et/ou bacon et/ou jambon, laitue, tomate, fromage jaune…). La version sorelloise se compose essentiellement d'une garniture de laitue et de tomates tranchées, servie sur mayonnaise.

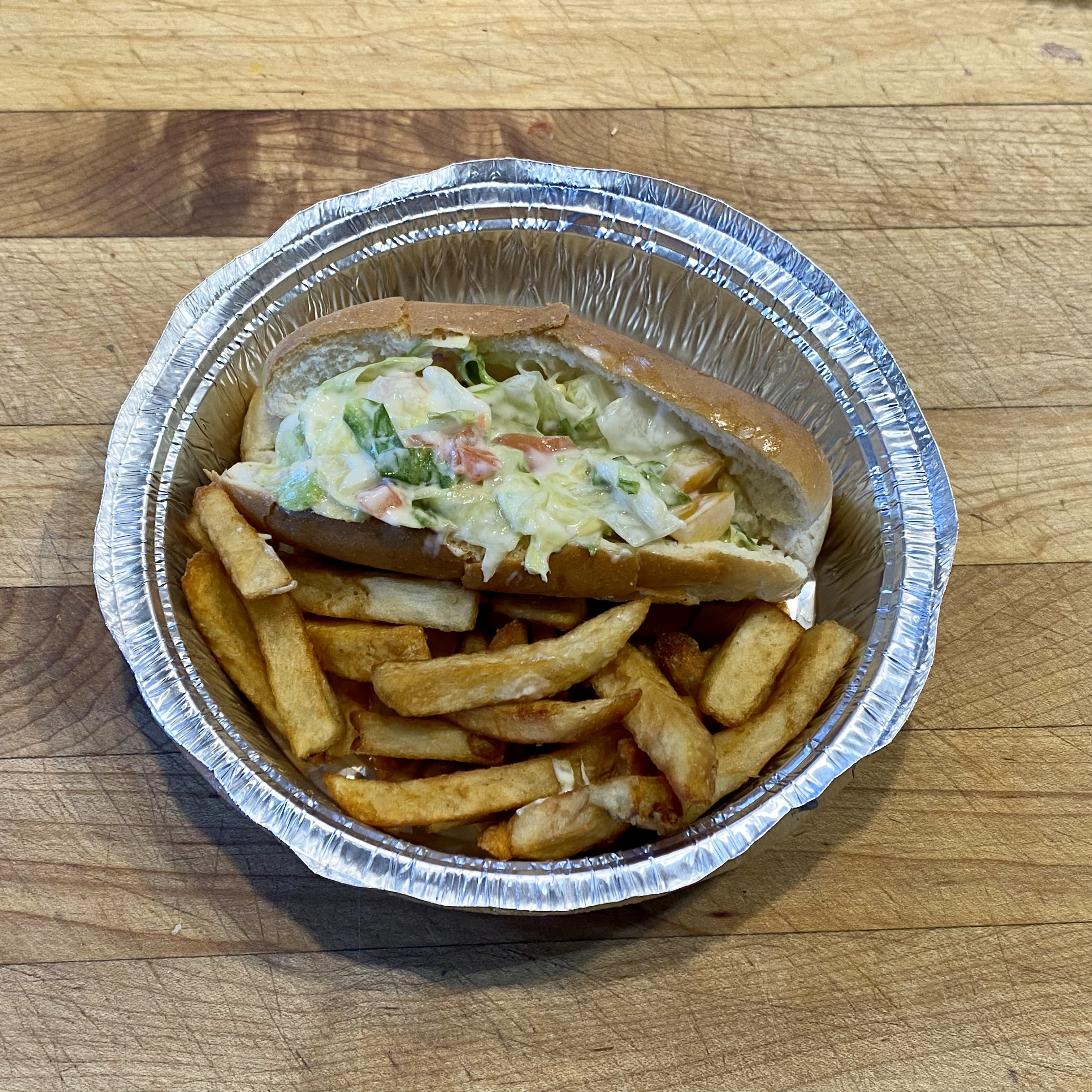
Moineau avec frites, un mets du Bas-St-Laurent.

En Gaspésie, la guédille est composée d'un pain à hot-dog grillé, rempli de salade de chou et surmonté de quelques frites. Dans le Bas-Saint-Laurent, plus précisément dans la MRC du Témiscouata, la guédille peut aussi contenir une saucisse et est parfois appelée « moineau ». Tandis que dans la MRC du Kamouraska, le moineau est composé d'un pain à hot-dog garni d'une salade de laitue iceberg et cubes de tomates additionnés de sauce à salade.
La guédille peut parfois être apprêtée avec de la salade de homard. Cette version se trouve aussi dans les provinces maritimes et en Nouvelle-Angleterre, où elle s’appelle lobster roll et est faite de chair de homard mêlée avec laitue et mayonnaise sur un pain à hot-dog grillé.
À Montréal, principalement dans le quartier Verdun, la guédille est parfois appelée « roteux de luxe ».

## Annexe